# Molothrus
Molothrus – rodzaj ptaków z podrodziny epoletników (Agelaiinae) w rodzinie kacykowatych (Icteridae).

## Zasięg występowania
Rodzaj obejmuje gatunki występujące w Ameryce.

## Morfologia
Długość ciała samców 18–34 cm, masa ciała 38,7–242 g; długość ciała samic 16–29 cm, masa ciała 30,7–167 g.

## Systematyka

### Etymologia
Molothrus: nieudokumentowane w żadnej formie gr. μολοθρος molothros – „nieproszony gość”, w aluzji do pasożytnictwa lęgowego starzyka brunatnogłowego.

### Podział systematyczny
Do rodzaju należą następujące gatunki:
- Molothrus rufoaxillaris Cassin, 1866 – starzyk krótkodzioby
- Molothrus oryzivorus (J.F. Gmelin, 1788) – starzyk wielki
- Molothrus aeneus (Wagler, 1829) – starzyk czarny
- Molothrus bonariensis (J.F. Gmelin, 1789)– starzyk granatowy
- Molothrus ater (Boddaert, 1783) – starzyk brunatnogłowy